# Franca Bimbi
Franca Bimbi (Castelfiorentino, 23 gennaio 1947) è una politica italiana.

## Biografia
Nate il 23 gennaio 1947 a Castelfiorentino, in provincia di Firenze, laureata in scienze politiche, è docente universitario di sociologia e politica sociale all'Università degli Studi di Padova.
Nel 2013 è stata premiata a San Ginesio come Fornarina 2013, riconoscimento donato dalla Confraternita del Sacro Cuore di Gesù alle donne che si distinguono nella società per le loro attività.

### Attività politica
È stata dal 1997 al 2000 e dal 2005 al 2006 assessore nella giunta comunale di Venezia, con varie deleghe, tra cui la Cittadinanza delle donne e culture delle differenze e le Relazioni internazionali durante le sindacature di Massimo Cacciari.
Alle elezioni politiche del 2001 viene candidata alla Camera dei deputati nel collegio maggioritario di Prato - Carmignano, sostenuto dalla coalizione di centro-sinistra L'Ulivo in quota La Margherita (lista elettorale centrista guidata da Francesco Rutelli), venendo eletta deputata con il 53,76% dei voti contro i candidati della Casa delle Libertà Luigi Biancalani (40,44%), della Lista Di Pietro Renzo Lorenzini (3,25%) e della Lista Emma Bonino Piero Boretti (2,55%).
Viene confermata deputata alle elezioni politiche del 2006 nella circoscrizione Veneto 2 tra le liste de L'Ulivo (lista elettorale che univa La Margherita con i Democratici di Sinistra di Piero Fassino). Nella XV legislatura ha ricoperto l'incarico di presidente della 14ª Commissione Politiche dell'Unione europea.